# Салон антиратне карикатуре
Салон антиратне карикатурe је међународни конкурс за карикатуру у оквиру Крагујевачког октобра, манифестације сећања на жртве Масакра у Крагујевцу 21. октобра 1941.године.

## Историјат
Идеја о Салону антиратне карикатуре која шаље поруку мира покренута је у крагујевачком студенском листу “ФАКК” (1969- 1974), а  реализована је 1981. године у крагујевачком недељном листу “Светлост”. Од 1993. године Градска управа Крагујевца је   финансирала организацију Салона, а од  2009. била покровитељ међународног конкурса и бијеналних изложби награђених карикатура. Од 2015. године организација Салона поверена је Спомен-парку Крагујевачки октобар.
Салону су се 2001. године придружила три града партнера Крагујевца – Инголштат из Немачке и Биелско-Бијала и Бидгошч из Пољске. Ову идеју су 2005. следили  Питешти из Румуније, Сирен из Француске и Карару из Италије, а потом и Међународна асоцијација градова весника мира (ИАПМЦ), додељујући Гран при „Курир мира“. Салон је у два наврата подржао и Гете институт из Београда, који је 2001, и 2003. године, уз изложбу Салона, обезбедио гостовање по једног немачког карикатуристе, који су се представили самосталним изложбама својих радова.

## Курири мира
За првих 38 година на адресу Салона приспело је 19 000 карикатура више од 1000 аутора из читавог света..
Међу добитницима награда на салону антиратне карикатуре су Валентин Дружињин (некадашњи СССР, данас Русија), Улрих Форхнер (некадашњи ДДР, данас Немачка), Ерај Озбек (Турска), Жесе Рибеиро (Бразил), Масуд Шоја Табатабаји (Иран), Рос Томпсон (Велика Британија), Дору Аксинте (Румунија), Аристидес Хернандес Гуереро (Куба), Павел Кучински (Пољска), Иља Кац (Израел), Веселин Зидаров (Бугарска), Кристија Топан (Румунија),  Мануел Аријага (Шпанија), Југослав Влаховић, Тошо Борковић, Мића Милорадовић, Слободан Обрадовић, Александар Блатник, Сава Бабић, Шпиро Радуловић, Душан Лудвиг, Милан Поп Новаков (Србија)...

## Места организовања изложбе Салона
Изложбе Салона су биле постављене у четрдесетак градова у деветнаест држава: у Полтави у Украјини, у Мексико Ситију, Лимасола на Кипру, Бидгошчу и Биелско-Бијала у Пољској, Касину у Италији, Дрездену у Немачкој, Тријавну у Бугарској,  Тренчину у Словачкој, Темишвару и Питештију у Румунији, Њу Хејвену  у САД, Освијенћиму (Аушвицу), у Инголштату у Немачкој. Међу бројним изложбама Салона свакако се издваја њена поставка у згради Уједињених нација у Њујорку 2009. године и у згради Европске комисије у Бриселу 2012. године.
- Белгија: Брисел;
- Босна и Херцеговина: Сарајево, Фоча;
- Бугарска: Тријавна;
- Грчка: Месололонги;
- Италија: Монте Касино, Марзабто, Карара,
- Кипар: Лимасол;
- Северна Македонија: Скопље, Куманово;
- Мексико: Мексико Сити;
- Немачка: Берлин, Дрезден, Инголштат,
- Пољска: Биелско-Бијала,Бидгошч, Ополе, Освијенћим, Плонск, Виелун, Торуњ;
- Румунија: Питешти, Темишвар;
- Сједињене Америчке Државе: Њујорк, Њу Хејвен
- Словачка: Тренчин;
- Словенија: Словењ Градец;
- Србија: Крагујевац, Београд, Вршац, Ниш, Алексинац, Рача, Нови Пазар;
- Украјина: Полтава;
- Француска: Париз, Сирен;
- Хрватска: Загреб, Карловац;
- Црна Гора: Котор